# Битва при Новым-Двуре
Битва при Новым-Двуры-Мазовецким (польск. Bitwa pod Nowym Dworem) — ряд боев, продолжавшихся с 20 по 30 сентября 1655 года в районе местечка Новы-Двур-Мазовецки недалеко от города Закрочим во время войны между Речью Посполитой и Швецией, в которых шведский корпус под командованием Густава Отто Стенбока (8500 человек) разбил мазовецкое шляхетское ополчение под командованием воеводы плоцкого Яна Красинского (8 тысяч человек). После этого Мазовия вынуждена была подчиниться власти короля Швеции.

## Перед сражением
В 1655 году шведский король Карл X Густав напал на Польшу. Первая фаза конфликта представляла собой серию шведских успехов. Ослабленное многочисленными войнами Речь Посполитая не смогла эффективно защитить себя. Солдаты Карла Густава быстро оккупировали Великую Польшу. 18 августа польский король Ян II Казимир со свитой и придворными покинул Варшаву, а 8 сентября шведы без боя заняли польскую столицу. Карл Густав с большей частью своих войск двинулся на юг. В польской столице остался корпус под командованием Стенбока.
В это время вблизи города Закрочим собралось мазовецкое ополчение. Этими войсками командовал плоцкий воевода Ян Казимеж Красинский. Его силы насчитывали около десяти тысяч человек. Стенбок должен был открыть дорогу на Ливонию и решил разгромить блокировавшую это направление группу Красинского. Во главе восьми тысяч солдат при поддержке сильной артиллерии он двинулся на север. Армии противника встретились в районе Нова-Двура-Мазовецкого.

## Ход сражения
Около Нова-Двура шведы хотели переправиться через реку Нарев. 21 сентября они вошли в городок с юга и быстро ликвидировали польские заставы. Основные силы Красинского располагались на холмах между реками Висла, Нарев и Вкра. Чтобы справиться с ними, шведы начали строительство моста под артиллерийским прикрытием. Одновременно, основываясь на предыдущем опыте, шведский главнокомандующий надеялся убедить шляхту перейти на сторону Карла Густава, однако 28 сентября получил отказ.
Утром 29 сентября после возведения моста армия Стенбока перешла реку Нарев. Под прикрытием артиллерийского огня шведы атаковали польские ряды, это заставило их постепенно отступать на север. Высокая мобильность польского войска помогла им в критический момент оторваться от шведов, которые не смогли провести эффективное преследование. Польские потери были относительно небольшими — около 300 убитых, 7 орудий и 500 повозок.
Ополчение Красинского рассеялось и уже не представляло собой значительной силы. Вскоре шведы захватили Пултуск. Дорога в Ливонию была открыта.